# 3-й Дорожный проезд
Тре́тий Доро́жный прое́зд (до 23 декабря 1971 года — Проекти́руемый прое́зд № 5271) — проезд в Южном административном округе Москвы на территории района Чертаново Южное.

## История
Проезд получил современное название по близости к Дорожной улице. До 23 декабря 1971 года назывался Проектируемый проезд № 5271.

## Расположение
3-й Дорожный проезд проходит на юго-восток от Варшавского шоссе, с юго-запада к нему примыкает Россошанский проезд, 3-й Дорожный проезд пересекает Дорожную улицу, поворачивает на северо-восток и проходит параллельно путям Курского направления МЖД, с северо-запада к проезду примыкает 2-я Покровская улица, проезд проходит далее и оканчивается тупиком, не доходя до улицы Подольских Курсантов и Покровского путепровода. Нумерация домов начинается от Варшавского шоссе.

## Примечательные здания и сооружения
По нечётной стороне:
- д. 3а — Институт новых образовательных систем;
- д. 9а — детский сад № 973.

По чётной стороне:
- д. 6а — школа № 900;
- д. 6б — детский сад № 748.

## Транспорт

### Автобус
- 980: от Дорожной улицы до платформы Покровская и обратно.
- с997: от Россошанского проезда до Дорожной улицы и от Дорожной улицы до Варшавского шоссе.

### Метро
- «Пражская»  Серпуховско-Тимирязевской линии — северо-западнее проезда, на пересечении Кировоградской улицы и улицы Красного Маяка.
- «Улица Академика Янгеля»    — юго-западнее проезда, на пересечении Варшавского шоссе с улицей Академика Янгеля и Россошанской улицей.

Железнодорожный транспорт
 Платформа «Покровская» Курского направления МЖД — у северо-восточного конца проезда.